# Primera Regional de Navarra 1959-60
La temporada 1959-60 de Primera Regional de Navarra es cuarto nivel de las Ligas de fútbol de España para los clubes de Navarra y La Rioja, por debajo de la Tercera División de España

## Sistema de competición
Los 14 equipos en un único grupo, que se enfrentan a doble vuelta, una vez en casa y otra en el campo del equipo rival, todos contra todos.
El primer clasificado ascendió directamente a Tercera División. El segundo disputó una promoción de ascenso contra uno de los equipos clasificados en los puestos 13.º y 14.º del grupo IV de Tercera División.
El último clasificado descendería a Segunda Regional.
Los equipos clasificados en las posiciones 11.º, 12.º y 13.º disputaron una promoción de permanencia.

## Clasificación[1]
| Pos. | Equipo                          | Pts. | PJ | G  | E | P  | GF | GC | Dif. |                                |
| ---- | ------------------------------- | ---- | -- | -- | - | -- | -- | -- | ---- | ------------------------------ |
| 1    | C. D. Izarra (C, A)             | 40   | 26 | 17 | 6 | 3  | 85 | 22 | +63  | Ascenso a Tercera              |
| 2    | C. D. Recreación de Logroño (A) | 35   | 26 | 16 | 3 | 7  | 83 | 30 | +53  | Promoción de ascenso a Tercera |
| 3    | C. D. Calahorra                 | 33   | 26 | 15 | 3 | 8  | 66 | 40 | +26  |                                |
| 4    | Club Osasuna-Chantrea           | 32   | 26 | 12 | 8 | 6  | 54 | 33 | +21  |                                |
| 5    | C. D. Cirbonero                 | 30   | 26 | 13 | 4 | 9  | 53 | 50 | +3   |                                |
| 6    | C. D. Falcesino                 | 26   | 26 | 11 | 4 | 11 | 47 | 46 | +1   |                                |
| 7    | C. Haro Deportivo               | 26   | 26 | 10 | 6 | 10 | 52 | 58 | −6   |                                |
| 8    | Miranda F. C.                   | 25   | 26 | 11 | 3 | 12 | 49 | 51 | −2   |                                |
| 9    | C. Atlético River Ebro          | 24   | 26 | 9  | 6 | 11 | 42 | 58 | −16  |                                |
| 10   | C. D. Berceo                    | 22   | 26 | 9  | 4 | 13 | 45 | 52 | −7   |                                |
| 11   | C. Atlético Castejón            | 20   | 26 | 9  | 2 | 15 | 39 | 89 | −50  | Promoción de permanencia       |
| 12   | C. F. Erriberri                 | 19   | 26 | 9  | 1 | 16 | 49 | 65 | −16  | Promoción de permanencia       |
| 13   | C. D. La Calzada                | 17   | 26 | 7  | 3 | 16 | 45 | 73 | −28  | Promoción de permanencia       |
| 14   | C. Peña Sport (D)               | 15   | 26 | 5  | 5 | 16 | 29 | 71 | −42  | Descenso a Segunda Regional    |

 Fuente: Fútbol Regional

## Promoción de ascenso

### Cuadro
| Equipo 1       | Agr. | Equipo 2                    | Ida | Vuelta |
| -------------- | ---- | --------------------------- | --- | ------ |
| C. D. Tudelano | 2-4  | C. D. Recreación de Logroño | 2-1 | 0-3    |

### Partidos
| Ida; 27 de mayo de 1960 | C. D. Tudelano | 2:1 | C. D. Recreación de Logroño |  |  |

| Vuelta; 03 de junio de 1960 | C. D. Recreación de Logroño | 3:0 (Global 4:2) | C. D. Tudelano |  |  |

### Equipos vencedores con plaza en Tercera División
| C. D. Recreación de Logroño |